# Nicolas Boileau
Nicolas Boileau alias Despréaux (Pariz, 1. studenog 1636. – Pariz, 13. ožujka 1711.), francuski pjesnik i kritičar.
Glavni je teoretičar francuskog klasicizma. Bio je dvorski historiograf i član Francuske akademije. Kao pjesnik nema neko naročito značenje, ali kao kritičar ima velikih zasluga u borbi protiv umišljenih veličina i lošeg ukusa. Svojim satirama pridonio je da se suzbije poplava mediokritetstva u francuskoj književnosti njegova vremena i da se rehabilitiraju istinski talenti. U djelu "Pjesničko umijeće" obrazlaže svoju estetsku doktrinu, s čitavim nizom pitanja koja se nadovezuju na pojam ljepote i umjetničkog stvaranja.